# Buick Excelle
Der Buick Excelle ist ein Pkw der Kompaktklasse der chinesischen Automarke Buick, der zwischen 2003 und 2023 in der Volksrepublik China verkauft wurde.

## 1. Generation (2003–2016)
Die erste Generation des Excelle wurde zwischen 2003 und 2016 in China verkauft. Das Fahrzeug ist ein Chevrolet Nubira mit Buick-Logo. 2012 erhielt das Fahrzeug eine Überarbeitung. Den Antrieb übernimmt ein maximal 83 kW (113 PS) leistender 1,5-Liter-Vierzylinder-Reihen-Ottomotor. Als Limousine wurde das Fahrzeug parallel zur zweiten Generation und zum Buick Verano gebaut.

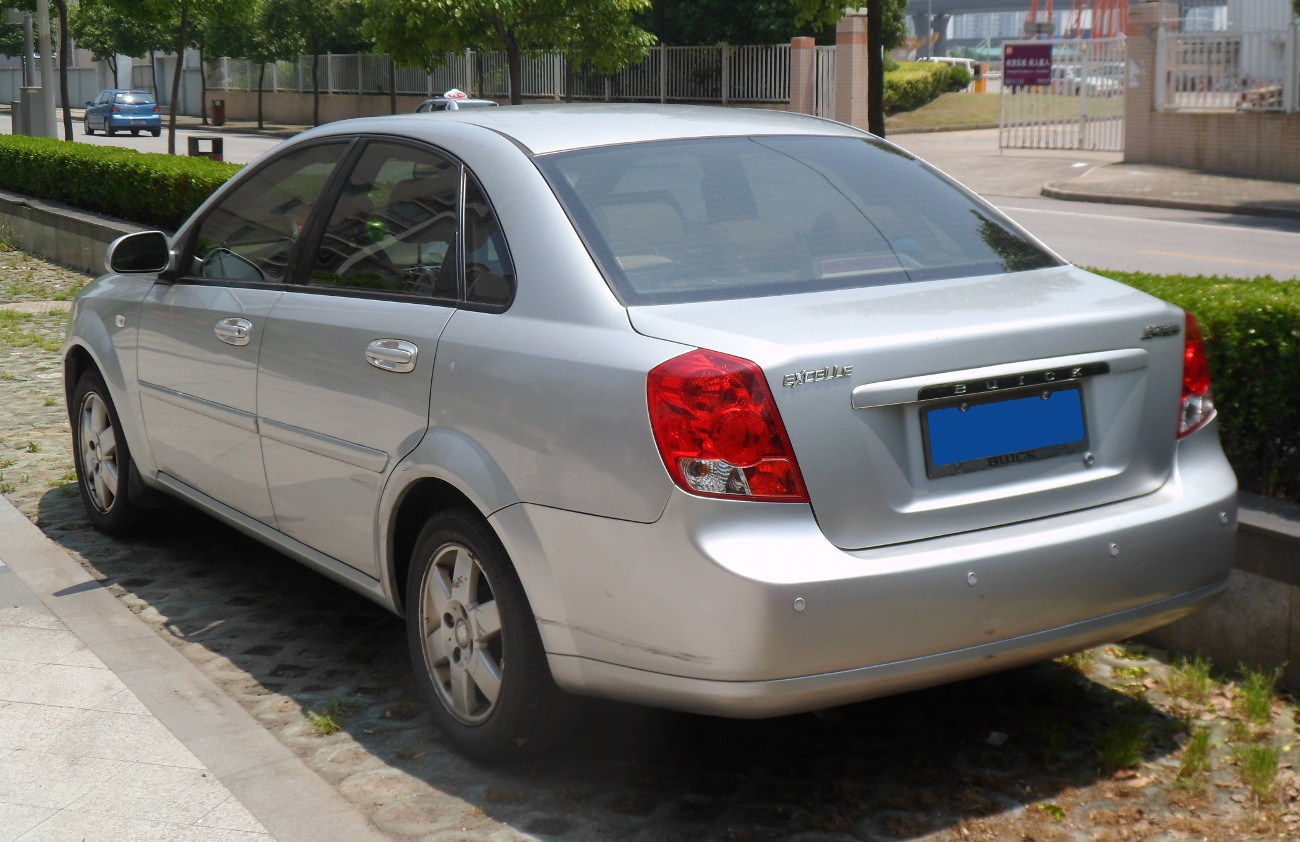
Heckansicht
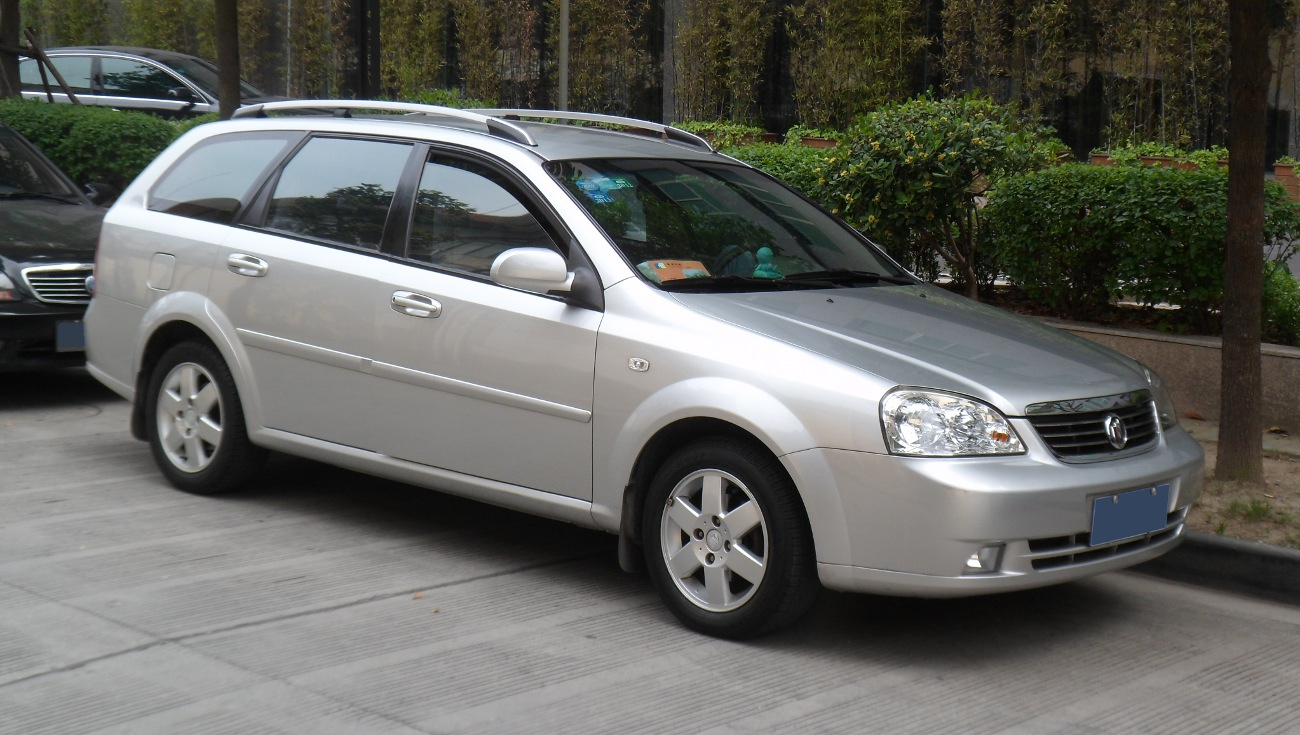
Buick Excelle Wagon (2003–2012)
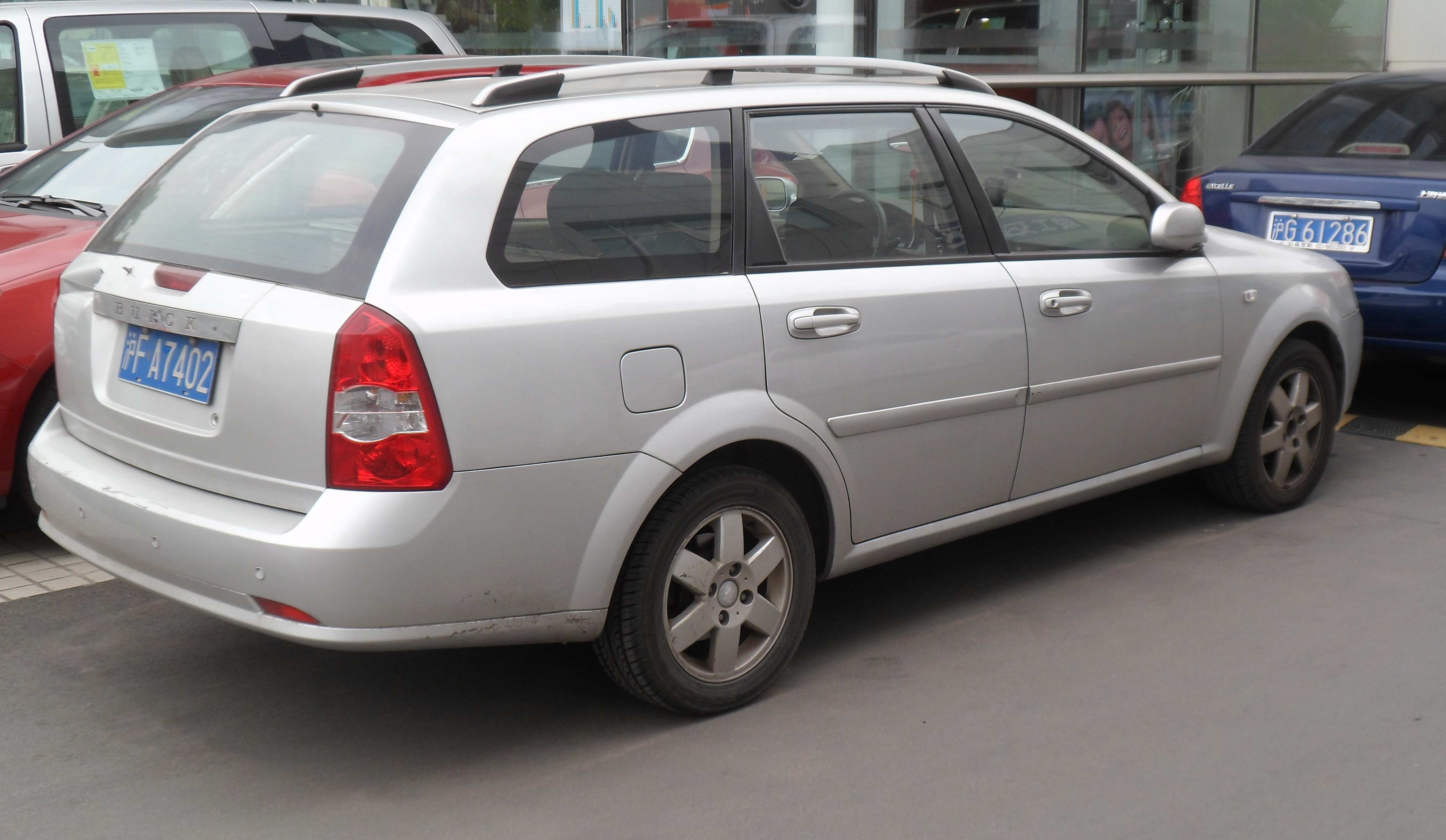
Heckansicht
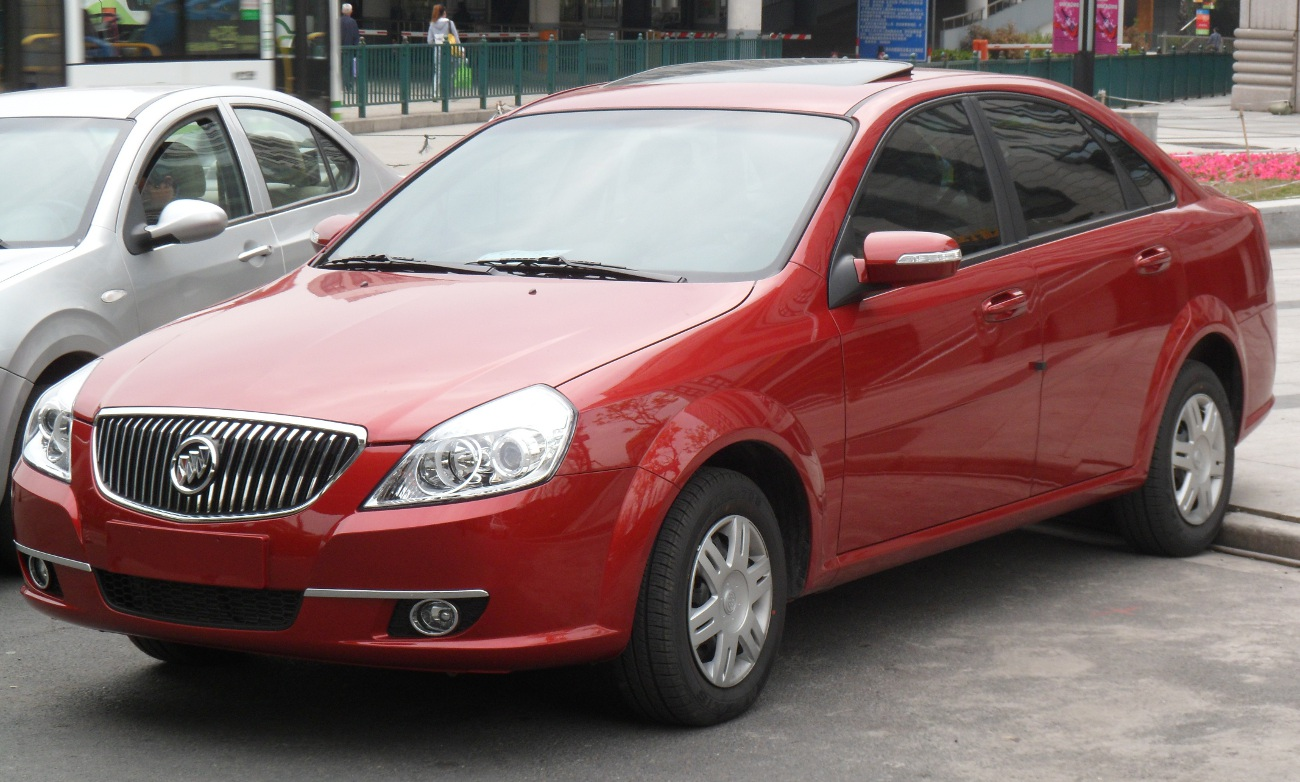
Buick Excelle (2012–2016)
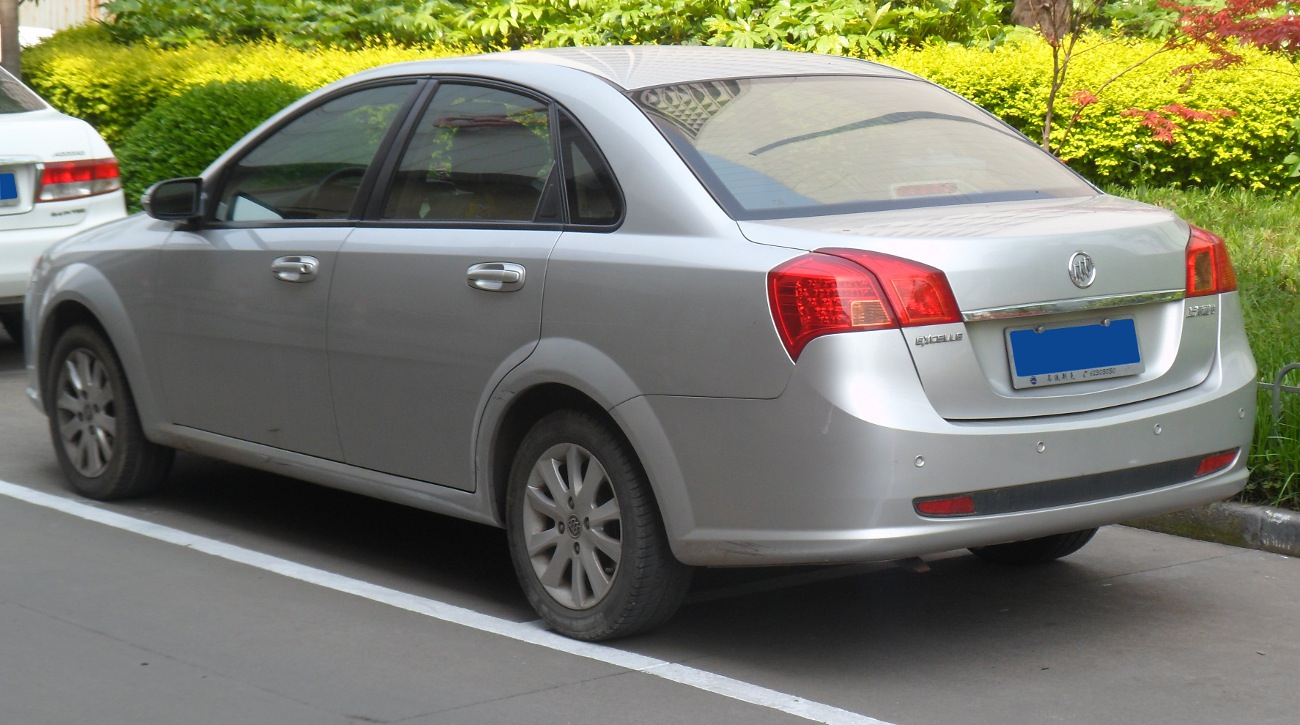
Heckansicht

## 2. Generation (2018–2023)

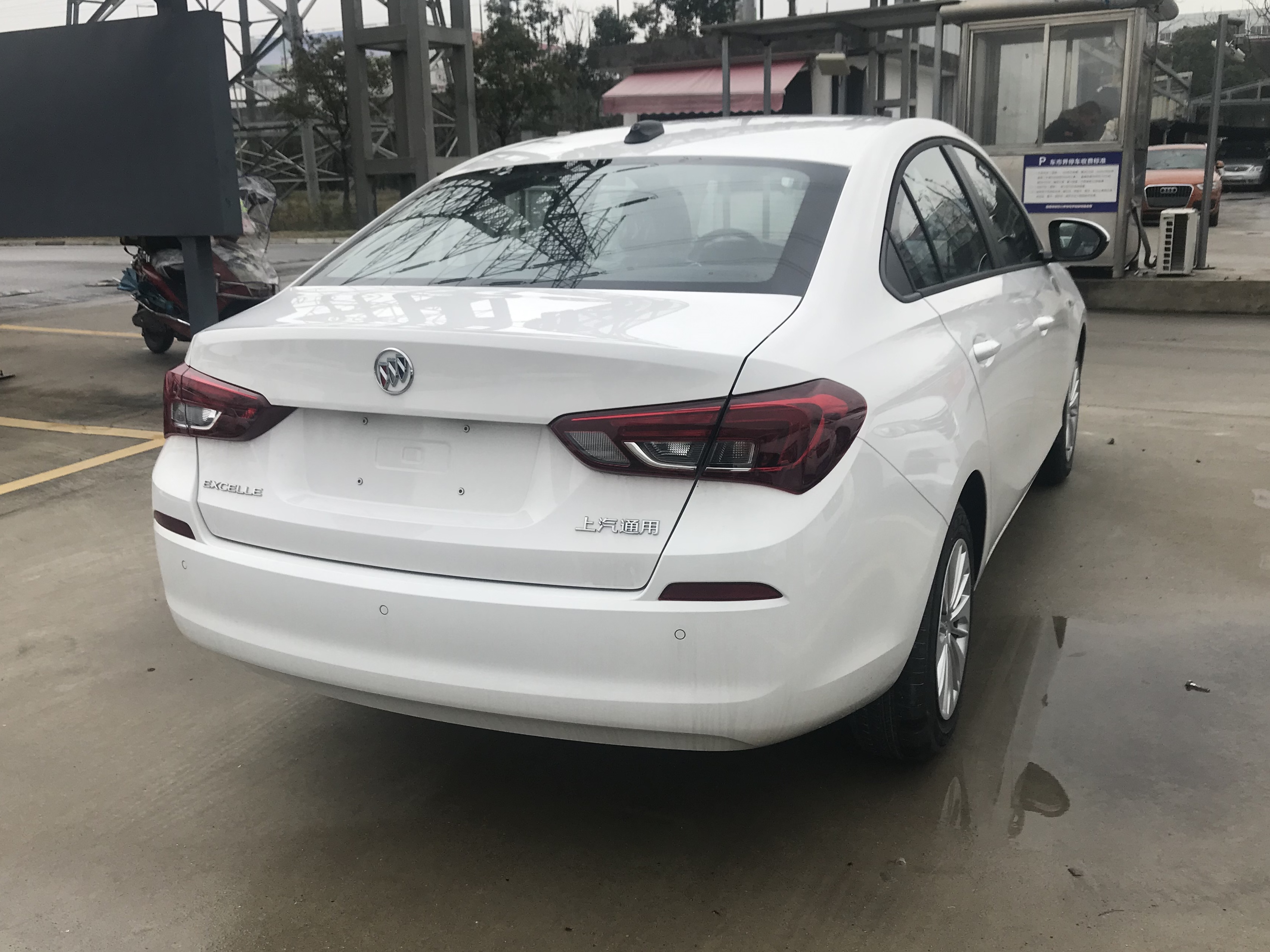
Heckansicht

Eine neue Generation des Excelle wurde im Mai 2018 vorgestellt und am 22. Juni 2018 in China eingeführt. Sie löste den 2016 eingestellten Excelle auf Basis des Chevrolet Nubira ab. Die Basis des Fahrzeugs ist die GEM-Plattform von GM.

### Antrieb
Als einziger Motor für das Fahrzeug war ein 1,3-Liter-Reihendreizylinder-Ottomotor mit einer maximalen Leistung von 79 kW erhältlich. Die Motorleistung wird entweder über ein 5-Gang-Schaltgetriebe oder ein stufenloses Getriebe (CVT) an die Vorderräder übertragen.

### Technische Daten
|                                            | Excelle 15N                   |
| ------------------------------------------ | ----------------------------- |
| Bauzeitraum                                | 06/2018–07/2023               |
| Motorkenndaten                             |                               |
| Motorart                                   | Ottomotor                     |
| Motorbauart                                | 3-Zylinder-Reihenmotor        |
| Hubraum                                    | 1349 cm³                      |
| max. Leistung bei min−1                    | 79 kW (107 PS) / 6200         |
| max. Drehmoment bei min−1                  | 133 Nm / 4000                 |
| Kraftübertragung                           |                               |
| Antrieb, serienmäßig                       | Vorderradantrieb              |
| Getriebe, serienmäßig                      | 5-Gang-Schaltgetriebe         |
| Getriebe, optional                         | (Stufenloses Getriebe)        |
| Messwerte                                  |                               |
| Höchstgeschwindigkeit                      | 170 km/h                      |
| Beschleunigung, 0–100 km/h                 | 11,4 s                        |
| Kraftstoffverbrauch auf 100 km, kombiniert | 4,6 l Super (4,8–4,9 l Super) |
| Leergewicht                                | 1070 kg (1090–1115 kg)        |
| Tankinhalt                                 | 40 l                          |

Werte in runden Klammern ( ) gelten für Modelle mit stufenlosem Getriebe